# Обретенов, Георгий
Георги Тихов Обретенов (болг. Георги Тихов Обретенов; после 1849 — 10 мая 1876) — болгарский революционер, участник антитурецкого Апрельского восстания 1876 года.

## Биография
Родился после 1849 года в городе Русе, младший сын Тонки Обретеновой (Бабы Тонки). Окончил классное училище в Русе, помогал отцу в торговле в деревне Исакча (Северная Добруджа). Весной 1870 года поступил в юнкерское училище в Одессе. В 1875 году вернулся в Русе для подготовки к восстанию, участвовал в вооружении Велико-Тырновской роты. После провала Старозагорского восстания в 1875 году бежал в Румынию.
Гюргевский революционный комитет оценил подготовку Обретенова и назначил его помощником апостола Илариона Драгостинова и военным инструктором 2-го Сливенского революционного округа во время Апрельского восстания. Георгий Икономов решил покинуть Сливен и перейти в другой революционный округ, и это решение было продиктовано большой вероятностью того, что подпольную деятельность Икономова раскроют в Сливене. В это же время в Сливен прибыли Иларион Драгостинов и его помощник Обретенов, а чуть раньше них — Крыстё Кючюков из Шумена, направленный эмигрантским центром для работы в Сливенском революционном округе. Таким образом у Обретенова появился союзник в лице Кючюкова, занимавшийся болгарской патриотической пропагандой.
Благодаря действиям членов комитетов Тырновского округа все новости о грядущем восстании дошли до подпольщиков Сливена. Драгостинов на недолгое время отправился в Арбанаси, чтобы проститься с родными и близкими. Через Стару планину Обретенов направился в Твырдицу, где остановился у попа Стефана, а багаж с материалами для повстанцев спрятал в церковном алтаре. Оттуда он отправился в деревню Кортен к руководителю местного комитета Георгию Колеву, провезя в экипаже багаж с материалами. Деятельность апостолов давала импульс к подготовительной работе в Сливене, хотя тактические противоречия между ними не были преодолены. Многие выступали за то, чтобы не поднимать восстание в городе, а сконцентрироваться на повстанческих выступлениях по всей Болгарии, что отразилось на подготовке к выступлениям в Сливене.
Обретенов доставил в Сливен современные винтовки и сказал своим коллегам, что они должны быть вооружены как следует. До отъезда Гюргева Обретенов приказал вооружить своих соратников: у каждого должен был быть револьвер и 200 пуль к нему, винтовка и 250 патронов к ней, а также кинжал. Также у солдата должны быть два пояса для патронов. Обретенов настаивал на том, чтобы так были вооружены все повстанцы 2-го революционного округа, и давал устные инструкции по военной работе, не оставляя при этом письменных. Есть доказательства того, что руководство Сливенского революционного комитета пыталось заполучить винтовки из Румынии, собирая средства от заговорщиков на добровольной основе. Также Георгий принёс в Сливен знамя, которое сшили его сёстры Петрана и Анастасия.
Руководители повстанцев в Куш-Бунаре — Иларион Драгостинов, Стоил Воевода, Георгий Обретенов и Георгий Дражев решили, несмотря на небольшое число своих подчинённых, организовать болгарское восстание в Котленском краю. На пути к Нейково за продовольствием они вступили в бой против объединённых турецких сил — башибузуков, регулярных турецких частей и черкесской кавалерии. Обретенов участвовал в отражении натиска противника и прикрывал тех товарищей, которые были плохо вооружены (старым, ненадёжным оружием). Он был серьёзно ранен в бою и 10 мая 1876 года покончил с собой, не желая попадать в плен.